# Georg Bruder
Georg Bruder (* 9. Mai 1856 in Innsbruck; † 10. Dezember 1916 in Aussig) war ein böhmischer Mittelschullehrer und Paläontologe.
Georg Bruder legte 1882 an der Deutschen Universität in Prag die Lehramtsprüfung in Naturgeschichte und Physik ab. Von 1882 bis 1890 war er Lehrer (Professor) am Communal-Gymnasium in Aussig. 1888 promovierte Bruder an der Universität Leipzig zum Dr. phil. 1890 bis 1893 war er am k. k. Kaiser-Franz-Josefs-Gymnasium in Saaz tätig und dann bis 1916 an der höheren Töchterschule in Aussig Professor. Bruder gründete in Aussig ein geologisches Museum. Er veröffentlichte einige Mitteilungen zur Paläontologie.

## Veröffentlichungen
- Zur Kenntniss der Juraablagerung von Sternberg bei Zeidler in Böhmen. In: Sitzungsberichte der Akademie der Wissenschaften mathematisch-naturwissenschaftliche Klasse. Band 83, 1881, S. 47–99 (zobodat.at [PDF; 4 MB]).
- Neue Beiträge zur Kenntniss der Juraablagerungen im nördlichen Böhmen. In: Sitzungsberichte der Akademie der Wissenschaften mathematisch-naturwissenschaftliche Klasse. Band 85, 1882, S. 450–489 (zobodat.at [PDF; 3,1 MB]).
- Die Fauna der Jura-Ablagerung von Hohnstein in Sachsen. In: Denkschriften der Akademie der Wissenschaften. Band 50, 2, 1885, S. 233–283 (zobodat.at [PDF; 5,7 MB]).
- Die Fauna der Juraablagerung von Hohnstein in Sachsen. In: Sitzungsberichte der Akademie der Wissenschaften mathematisch-naturwissenschaftliche Klasse. Band 91, 1885, S. 67–72 (zobodat.at [PDF; 591 kB]).
- Neue Beiträge zur Kenntniss der Juraablagerungen im nördlichen Böhmen. II. In: Sitzungsberichte der Akademie der Wissenschaften mathematisch-naturwissenschaftliche Klasse. Band 93, 1886, S. 193–214 (zobodat.at [PDF; 1,7 MB]).
- Notiz über das Vorkommen von Microzamia gibba Corda in den turonen Grünsandsteinen von Woboran bei Laun. In: Verhandlungen der k. k. geologischen Reichsanstalt 1887. 1887, S. 301 (zobodat.at [PDF; 254 kB]).